# ニュースあきた
『ニュースあきた』は、1985年4月から2015年3月28日まで秋田テレビで放送されていた報道番組（スポットニュース）である。
表題は番組表上・EPG上での表記であり、実際のタイトルロゴは英字と平仮名の合わせ表記による「NEWSあきた」であった。過去には「AKT県内ニュース」（1980年代）、「AKTニュース」などという名称も用いていた。
放送時間は毎週月曜 - 土曜 20:54 - 21:00（日本標準時）。過去には日曜日にも放送があったり、逆に平日にフジテレビ発のスポットニュースが流されたりと対応はまちまちであった。フジテレビが19時台に『ショットガン』やミニニュースなどを放送していた時期には、19時台が全国ニュース、本枠がローカルニュースと棲み分けられていた。
番組は、毎回ローカルニュースを1本放送。土曜放送分ではニュースの後、秋田県内の天気予報も手短に伝えていた。番組の放送がない日曜日と長時間特別番組の放送日にも、フジテレビ発のスポットニュースの後に秋田県内の天気予報が流された。
2006年8月21日放送分からはハイビジョン制作となった。
フジテレビが2015年春に行った報道番組の大幅改編に伴い、本番組も同年3月28日にこのタイトルでの放送を終了。3月30日からは『AKTこんやのニュース』と題して放送されていた。